# Кирбург
Кирбург (њем. Kirburg) општина је у њемачкој савезној држави Рајна-Палатинат. Једно је од 192 општинска средишта округа Вестервалд. Према процјени из 2010. у општини је живјело 611 становника. Посједује регионалну шифру (AGS) 7143248.

## Географски и демографски подаци
Кирбург се налази у савезној држави Рајна-Палатинат у округу Вестервалд. Општина се налази на надморској висини од 482 метра. Површина општине износи 4,0 km². У самом мјесту је, према процјени из 2010. године, живјело 611 становника. Просјечна густина становништва износи 151 становника/km².

## Међународна сарадња
| Мјесто | Држава    | Врста сарадње | Од    |
| ------ | --------- | ------------- | ----- |
|        | Француска | партнерство   | 1974. |
| Извор  |           |               |       |